# Федеральный резервный банк Канзас-Сити
Федеральный резервный банк Канзас-Сити (англ. Federal Reserve Bank of Kansas City; Kansas City Fed) — один из 12 резервных банков США, входящих в Федеральную резервную систему. Расположен в Канзас-Сити, в штате Миссури.

## Описание
Резервный банк Канзас-Сити является штаб-квартирой Десятого округа Федеральной резервной системы, который включает в себя штаты Колорадо, Канзас, Небраска, Оклахома, Вайоминг и части западного Миссури и северного Нью-Мексико. У Банка есть отделения в Денвере, Оклахома-Сити и Омахе.

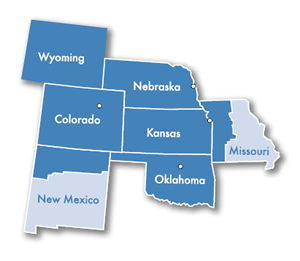
Карта Десятого округа ФРС

Президентом и главным исполнительным директором Банка Канзас-Сити с 1 октября 2011 года является Эстер Джордж.
Текущее здание Банка, расположенное по адресу 1 Memorial Drive в Канзас-Сити, было построено в 2008 году. В здании при Банке работает Музей денег (англ. Money Museum).